# ریستو کالاسته
ریستو کالاسته (انگلیسی: Risto Kallaste؛ زادهٔ ۲۳ فوریهٔ ۱۹۷۱) بازیکن سابق و مربی فوتبال اهل استونی است.
از باشگاه‌هایی که در آن بازی کرده‌است می‌توان به باشگاه فوتبال فلورا تالین، باشگاه فوتبال کورساره، و باشگاه فوتبال نومه کالیو اشاره کرد.
وی همچنین در تیم ملی فوتبال استونی بازی کرده‌است.